# 吉田六左ェ門
吉田 六左エ門（よしだ ろくざえもん、1939年（昭和14年）12月15日 - ）は、日本の政治家、自由民主党所属の元衆議院議員（3期）。

## 来歴・人物
1939年12月15日、新潟県新潟市関屋田町生まれ。父は元新潟県議会議員の吉田吉平。新潟県立新潟高等学校を経て早稲田大学理工学部建築学科卒業。
土建会社経営をしながら、1983年新潟県議会議員選挙で初当選、1987年の同議会議員選挙でも当選して二期務める。1990年に若杉元喜の辞職に伴う新潟市長選挙に立候補したが長谷川義明に敗れ落選。
1996年の第41回衆議院議員総選挙で新潟1区から自民党公認で出馬し当選（当選同期に河野太郎・菅義偉・平沢勝栄・渡辺喜美・大村秀章・河本三郎・桜田義孝・下地幹郎・下村博文・新藤義孝・滝実・田村憲久・谷畑孝・棚橋泰文・戸井田徹など）。2000年の第42回衆議院議員総選挙で再選。2001年1月に第2次森改造内閣で国土交通大臣政務官に就任。その後は2001年5月に自民党の副幹事長及び政調国土交通部会長代理、2002年に第1次小泉改造内閣で総務大臣政務官（電波利用・放送事業担当）に就任するも、2003年の第43回衆議院議員総選挙では落選した。
2005年の第44回衆議院議員総選挙出馬の際に旧亀井派を退会。選挙では、小選挙区では西村智奈美に敗れるが比例復活で当選。当選後は無派閥のまま、武部勤が中心となり結成した「改革フォーラム 新しい風」（武部グループ）に、「助言役」の特別会員として参加していた（特別会員はグループのメンバーにはカウントされない）。
2006年9月27日、第1次安倍内閣の国土交通大臣政務官に就任。10月21日、後援会の集まりにおいて政務官就任の報告と合わせて伊吹派への入会の意向を報告し、10月29日に同派へ入会した。
2007年、婿養子の吉田孝志が新潟市議選に自民党公認で出馬し当選した。
2009年8月30日の第45回衆議院議員総選挙に自民党から出馬。公明党の推薦も受けるも落選した。
トラック業者の業界団体道路運送経営研究会から献金を受けている。
建築学科卒業、土建会社経営という来歴から、国土交通分野に対し積極的に取り組んでいる。衆議院の国土交通委員会や国土交通大臣政務官を経験した。

## 所属していた団体・議員連盟
- 日本会議国会議員懇談会
- 日韓議員連盟
- 再チャレンジ支援議員連盟

## 著作
- 2003「政務官日誌（15）総務省 政治の原点は、独立した地方自治」『時評』45（3）（通号480）、93～95ページ。